# Bulbophyllum cipoense
Bulbophyllum cipoense é uma espécie de orquídea (família Orchidaceae) pertencente ao gênero Bulbophyllum. Foi descrita por Eduardo Leite Borba e João Semir em 1998.